# NGC 7769
NGC 7769 (również PGC 72615 lub UGC 12808) – galaktyka spiralna (Sb), znajdująca się w gwiazdozbiorze Pegaza. Została odkryta 18 września 1784 roku przez Williama Herschela.

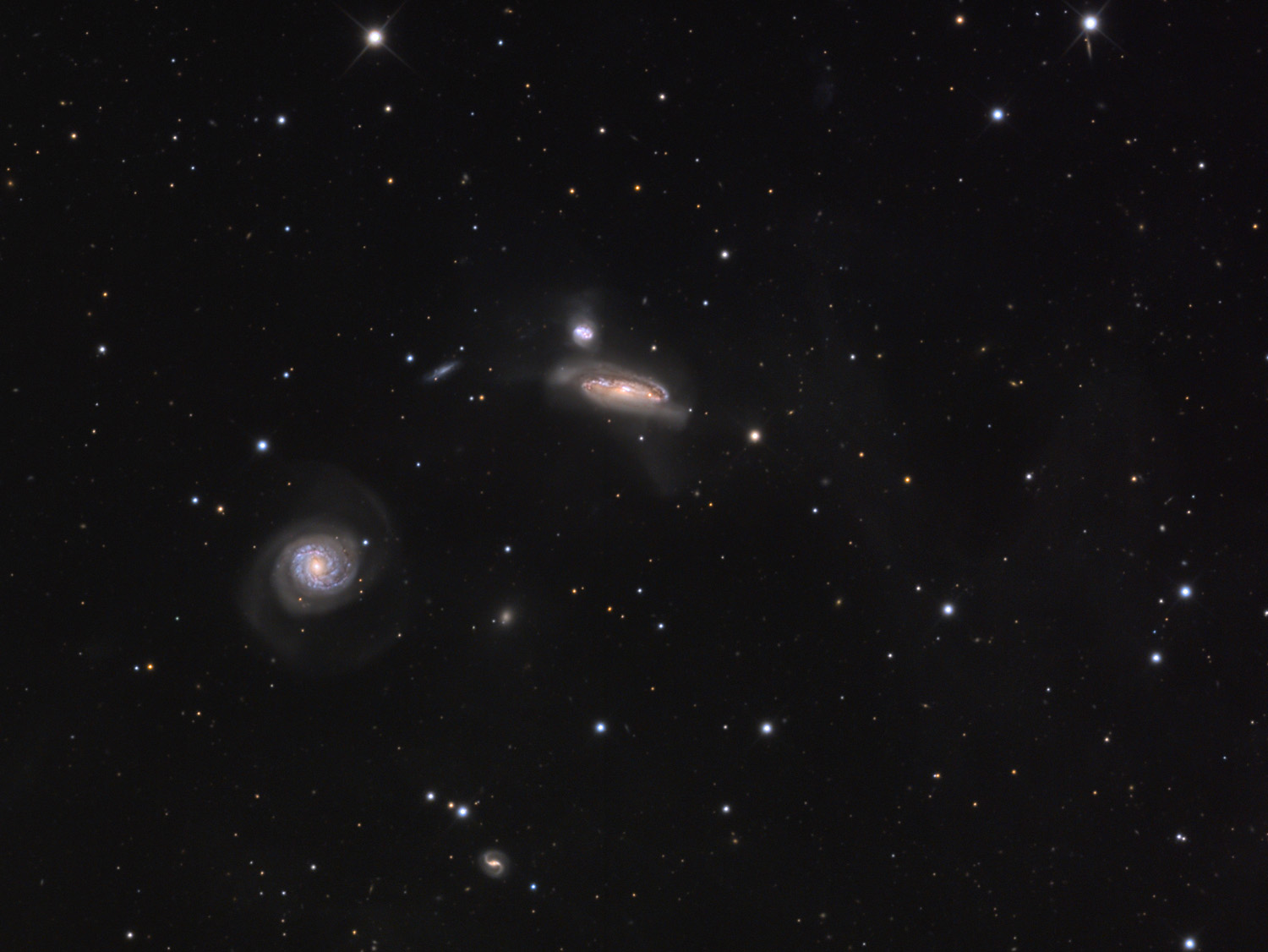
NGC 7769 (z lewej). Powyżej centrum zdjęcia NGC 7771, jasny obiekt tuż nad nią to NGC 7770 (Mount Lemmon SkyCenter)

Jest to galaktyka z aktywnym jądrem typu LINER.
Oddziałuje grawitacyjnie z sąsiednimi galaktykami NGC 7770 i NGC 7771.